# Вамо (Флорида)
Вамо (англ. Vamo) — статистически обособленная местность, расположенная в округе Сарасота (штат Флорида, США) с населением в 5285 человек по статистическим данным переписи 2000 года.

## География
По данным Бюро переписи населения США статистически обособленная местность Вамо имеет общую площадь в 5,44 квадратных километров, из которых 4,66 кв. километров занимает земля и 0,78 кв. километров — вода. Площадь водных ресурсов округа составляет 14,34 % от всей его площади.
Статистически обособленная местность Вамо расположена на высоте 4 м над уровнем моря.

## Демография
По данным переписи населения 2000 года в Вамо проживало 5285 человек, 1335 семей, насчитывалось 2516 домашних хозяйств и 3063 жилых дома. Средняя плотность населения составляла около 971,51 человек на один квадратный километр. Расовый состав населённого пункта распределился следующим образом: 96,90 % белых, 0,72 % — чёрных или афроамериканцев, 0,17 % — коренных американцев, 1,10 % — азиатов, 0,70 % — представителей смешанных рас, 0,42 % — других народностей. Испаноговорящие составили 3,56 % от всех жителей статистически обособленной местности.
Из 2516 домашних хозяйств в 16,5 % воспитывали детей в возрасте до 18 лет, 42,4 % представляли собой совместно проживающие супружеские пары, в 7,5 % семей женщины проживали без мужей, 46,9 % не имели семей. 38,7 % от общего числа семей на момент переписи жили самостоятельно, при этом 17,7 % составили одинокие пожилые люди в возрасте 65 лет и старше. Средний размер домашнего хозяйства составил 1,92 человек, а средний размер семьи — 2,52 человек.
Население статистически обособленной местности по возрастному диапазону по данным переписи 2000 года распределилось следующим образом: 13,4 % — жители младше 18 лет, 5,9 % — между 18 и 24 годами, 25,0 % — от 25 до 44 лет, 21,2 % — от 45 до 64 лет и 34,5 % — в возрасте 65 лет и старше. Средний возраст жителей составил 50 лет. На каждые 100 женщин в Вамо приходилось 81,6 мужчин, при этом на каждые сто женщин 18 лет и старше приходилось 77,2 мужчин также старше 18 лет.
Средний доход на одно домашнее хозяйство статистически обособленной местности составил 45 945 долларов США, а средний доход на одну семью — 53 041 доллар. При этом мужчины имели средний доход в 39 030 долларов США в год против 27 800 долларов среднегодового дохода у женщин. Доход на душу населения статистически обособленной местности составил 45 945 долларов в год. 4,1 % от всего числа семей в населённом пункте и 5,6 % от всей численности населения находилось на момент переписи населения за чертой бедности, при этом 8,7 % из них были моложе 18 лет и 1,5 % — в возрасте 65 лет и старше.